# Bataille de Lérida (1642)
Pour les articles homonymes, voir Bataille de Lérida.
Guerre de Trente Ans
Guerre des Faucheurs
Batailles
- Ille-sur-Têt (1640)
- Col de Balaguer (1640)
- Cambrils (1640)
- Martorell (1641)
- Montjuïc (1641)

- Tarragone (mai 1641) (ca)
- Constantí (1641)
- Catllar (1641) (ca)
- Tarragone (juillet 1641)
- Tarragone (août 1641)
- Almenar (1641) (ca)
- Montmeló (1642)
- La Granada (1642) (ca)
- Montsó (1642) (ca)
- Collioure (1642)
- Tortose (1642) (ca)
- Barcelone (1642)
- Perpignan (1642)
- Salses (1642)
- Lérida (1642)
- Carthagène (1643)

- Miravet (1643) (ca)
- Montsó (1643) (ca)
- Lérida (1644)
- Tarragone (1644) (d)
- Roses (1645)
- Saint-Laurent de Montgai (1645) (ca)
- Balaguer (1645)
- Lérida (1646)
- Sainte-Cécile (1646)
- Lérida (1647)
- Àger (1647)
- Constantí (1647)
- Tortose (1648)
- Vilafranca (1649)
- Montblanc (1649) (ca)
- Val d'Aran (1649-1650) (ca)
- Flix (1650)
- Tortosa (1650) (ca)
- Montblanc (1651)
- Montgat (1651)
- Barcelone (1651-1652)

- Castellon d'Empuries (1653)
- Gérone (1653)
- Villefranche-de-Conflent (1654)
- Puycerda (1654)
- Cadaqués (1655) (ca)
- Solsona (1655) (ca)
- Berga (1655) (ca)
- Castellfollit (1657) (ca)
- Camprodon (1658)

La bataille de Lérida, le 7 octobre 1642, est l'un des trois affrontements entre le Roi de France et la couronne d'Espagne dans la dernière période de la guerre de Trente Ans, à la suite de la reconnaissance par la Catalogne de la suzeraineté française. Cette victoire tactique des Franco-Catalans  sur les Espagnols n'empêche pourtant pas les Français d'être obligés de se replier en raison d'une situation stratégique défavorable.